# До коске
„До коске“ је српски филм снимљен 1997. године који је режирао Слободан Скерлић, а сценарио је писао Срђа Анђелић. Описује 1996. годину у Београду, где одраста генерација младих која не познаје никаква правила и којој су узор локални криминалци.

## Радња
Београд, 1996. године, разорен корупцијом, криминалом и непремостивом разликом између богатих и сиромашних поприште је крвавог обрачуна злочиначког шефа и његових ученика.
Протагонист филма, чији лик тумачи Никола Ђуричко је Мали, 17-годишњи младић који обавља ситне послове за Ковача (чији лик тумачи Лазар Ристовски), бившег гангстера који се обогатио у Милошевићевој Србији, за време распада Југославије и у посткомунистичкој транзицији, и сада ужива углед као успешни пословни човек.
У времену које карактерише скоро потпуни изостанак морала из друштва, постоје само две врсте људи који уживају у добром животу – они блиски режиму и криминалци. Један од најуспешнијих српских мафијаша, током година зарадио је довољно новца за луксузне виле, скупе аутомобиле и секси љубавнице. Он је узор многим младим и сиромашним Србима који су ушли у „посао“ захваљујући њему.
У једном тренутку, бесан због властите немаштине Мали, импулсивно одлучи отети свог шефа и, уз помоћ пријатеља Симкета (кога глуми Небојша Глоговац), му изнудити сав новац. Они доживљавају својеврсно просветљење након двадесетак сати паклених игара и агоније. Ковач, међутим, чак ни када је изложен страховитом мучењу, то одбија учинити, а међувремену његови сарадници мобилизирају све ресурсе београдског подземља како би га пронашли и ослободили, а што ће довести до неумитног крвопролића. Коначно, полиција стиже на место злочина.

## Улоге
| Глумац              | Улога        |
| ------------------- | ------------ |
| Лазар Ристовски     | Ковач        |
| Никола Ђуричко      | Мали         |
| Небојша Глоговац    | Симке        |
| Бојана Маљевић      | Маја         |
| Борис Миливојевић   | Вук          |
| Никола Којо         | Муса         |
| Горан Султановић    | Мирољуб      |
| Весна Тривалић      | Швеца        |
| Зоран Цвијановић    | Крпа         |
| Мира Бањац          | сладолеџијка |
| Владан Дујовић      | дизелаш      |
| Слободан Ћустић     | Шваба        |
| Драган Зарић        | Шмига        |
| Марко Баћовић       | Паша         |
| Александар Бошковић | Снајпер      |
| Горан Радаковић     | Лаки         |
| Небојша Бакочевић   | Елред        |
| Гордан Кичић        | Ерцег        |
| Срђа Анђелић        | продавац     |
| Бранислав Зеремски  | возач        |
| Саша Али            | Јовић        |
| Лазар Киски         | Пигле        |
| Марко Јоцић         | Гиле         |
| Марко Урошевић      | Дића         |
| Михајло Јовановић   | Шаца         |
| Милан Чучиловић     | Јапи         |
| Лука Бошковић       | Дивљи        |
| Иван Пејковић       | Шваца        |
| Станоје Дрмак       | Симке        |
| Горан Реџепи        | Џејк         |
| Милош Вуковић       | полицајац    |
| Душка Чавчић        | девојка      |
| Душан Ерцеговац     | бизнисмен    |
| Роман Гершек        | рејвер       |
| Игор Перовић        | рејвер       |
| Лука Стабловић      | мали Мали    |